# Vlastimirovićové
Vlastimirovićové (srbsky: Властимировићи) byla první srbská knížecí dynastie. Někdy v 8. století založila první známý srbský stát, Srbské knížectví. Dynastie je pojmenována po knížeti Vlastimirovi (vládl 831–851), byť nejde o prvního jménem známého představitele dynastie, tím je Višeslav, proto se někdy hovoří také o Višeslavské dynastii. O polomytickém zakladateli dynastie ze 7. století se někdy hovoří jako o Neznámém knížeti či Neznámém archontovi. Tento pojem zavedl již císař a historik Konstantin VII. Porfyrogennetos ve své práci De Administrando Imperio, kde takto pojmenoval vůdce, jenž přivedl Srby na Balkán z tzv. Bílého Srbska, jež mělo ležet na severu Evropy, pravděpodobně na území dnešního Německa. Měl pak vládnout někdy v letech 626–650. Podle Konstantina měl zemřít ještě před příchodem Bulharů na Balkán (680), načež se vlády měl ujmout jeho syn a pak jeho vnuk (ani jeden není uveden jménem). Až dalším v řadě panovníků měl být Višeslav. O teorii Bílého Srbska a Neznámého archonta vedou historikové dlouhodobě diskuse a spory, opatrnější interpretace umisťuje vznik Srbského knížectví spíše do 8. než 7. století. Vlastimirovićové měli Srbskému knížectví vládnout až do roku 960, což je datum smrti posledního známého knížete Časlava. Ten zemřel bez mužských dědiců, měl jen dceru, která si vzala šlechtice Tichomira. Nelze vyloučit, že se ujal po Časlavově smrti vlády. Když pak roku 971 Byzantinci na území bývalého knížectví zřídili tzv. katepanát Raška, jmenovali právě Tichomira lokálním vládcem, avšak šlo spíše o podřízeného byzantského guvernéra, který v katepanátu reálně vládl.

## Vlastimirovićská knížata
- Višeslav (asi 780)
- Radoslav (po 800)
- Prosigoj (před 830)
- Vlastimir (830–851)

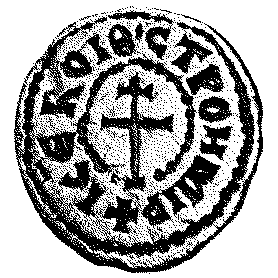
Znak knížete Strojimira

- Mutimir (851–891), vládl spolu s bratry Strojimirem a Gojnikem
- Pribislav (891–892)
- Petar Gojniković (892–917)
- Pavle Baranović (917–921)
- Zaharja Pribislavović (921–924)
- Časlav Klonimirović (933–960)